# Manuel Augusto Pirajà da Silva
Manuel Augusto Pirajá da Silva (Camamu, Estado de Bahía, 1873 — Salvador, 1961) fue un naturalista, médico, microbiólogo, micólogo y botánico brasileño, responsable de la identificación del agente patogénico y del ciclo fisiopatológico de la esquistosomiasis.

## Biografía
Pirajá da Silva se formó en la Facultad de Medicina de Bahia (hoy parte de la Universidad Federal de Bahía) , en 1896, defendiendo su tesis sobre meningitis cerebroespiral epidémica. Luego en 1902, se inició en el magisterio.
Sus pesquisas de un paciente, en 1904 lo llevaron a la descripción completa de Schistosoma mansoni ( o Shistosoma americanum), en 1908, el parásito causante de la esquistosomiasis intestinal. Después de eso, amplió sus estudios y su formación, sobre todo en Hamburgo y en París.
Además de su primer e importante descubrimiento, fue responsable de otros hechos médico-científicos, como la preparación de concentrados químicos, identificación pionera de enfermedades, etc.

## Honores
- 1954. Medalla Bernhard Nocht, del Instituto Alemán de Enfermedades Tropicales de Hamburgo
- 1956. Gran Cruz de la Orden del Mérito Médico, por el presidente Juscelino Kubitschek, por grandes méritos en la ciencia y la cultura médica de Brasil
- La abreviatura «Pirajá» se emplea para indicar a Manuel Augusto Pirajà da Silva como autoridad en la descripción y clasificación científica de los vegetales.[1]